# Hernando de Luque
Hernando de Luque (également appelé Fernand de Luques en français), né à la fin du XVe siècle à Moron de la Frontera, et mort en 1532 à Panama, est un religieux espagnol.

## Biographie
Il immigre pour Panama vers 1520, où il s'enrichit dans les affaires. Vicaire de Panama, il devient maître d'école et contrôleur des deniers publics.
En 1524, il s'associe avec Francisco Pizarro et Diego de Almagro pour explorer et conquérir le Pérou. Il intervient en tant que bailleur de fonds ; certains historiens ont cependant émis l'hypothèse qu'il aurait servi de paravent à un panaméen plus riche. Quoi qu'il en soit, il semble avoir exercé une influence apaisante sur ses deux partenaires, tentant de modérer leurs querelles.
En 1528, après la découverte de l'empire Inca, il obtient du roi de devenir le futur évêque de Tumbes. Mais il meurt en 1532, la même année que la capture d'Atahualpa, avant d'avoir vu la fin de la conquête.